# Land Thüringen
Land Thüringen var en fristat och en delstat i Tyskland, 1920-1952. Thüringen bildades 1 maj 1920
genom sammanslutning av de forna tyska furstestaterna Sachsen-Weimar-Eisenach, Sachsen-Meiningen, Reuss-Greiz, Reuss-Gera, Sachsen-Altenburg, Sachsen-Coburg-Gotha, Schwarzburg-Rudolstadt och Schwarzburg-Sondershausen.
Större delen av Land Thüringen ingår idag i det tyska förbundslandet Thüringen, som nybildades efter Östtysklands upplösning 1990.

## Geografisk indelning

Karta över Thüringen 1920.

Thüringen indelades i 9 stads- (Altenburg, Apolda, Arnstadt, Eisenach, Gera, Gotha, Greiz, Jena och Weimar) och 16 lantkretsar (Altenburg, Arnstadt, Camburg, Eisenach, Gera, Gotha, Greiz, Hildburghausen, Jena-Roda, Meiningen,
Rudolstadt, Saalfeld, Schleiz, Sondershausen, Sonneberg och Weimar) om respektive 377,73 kvadratkilometer och 11 385,39 kvadratkilometer med 378 934 invånare och 1 133 172 invånare.
Sammanlagt hade Thüringen en yta på 11 763,12 kvadratkilometer med 1 512 106 invånare, 129 på 1 kvadratkilometer (1919).
Huvudstad var Weimar, men både Gera, Jena, Gotha och Eisenach var folkrikare.

## Näringsliv
Av näringar kom jordbruket främst, men också trädgårdsskötsel samt frukt-, vin- och tobaksodling var betydande. I och vid bergstrakterna idkades skogsbruk och boskapsskötsel. Av industrialster märktes särskilt glas-
och porslinsvaror, träarbeten, leksaker (främst dockor), piphuvud, grifflar och griffeltaflor,
järnmanufaktur, vapen, velocipeder, automobiler,
skrivmaskiner m. m. I östra T. var textilindustrien starkt utvecklad. Bland bekanta specialartiklar märktes:
optiska artiklar från Jena, yllevaror från Apolda,
automobiler därifrån och från Eisenach samt korv,
gummivaror och fordon. Av mineral bearbetades numera nästan endast skiffer, salt och brunkol, som ymnigt förekommer i n. ö.

## Historia

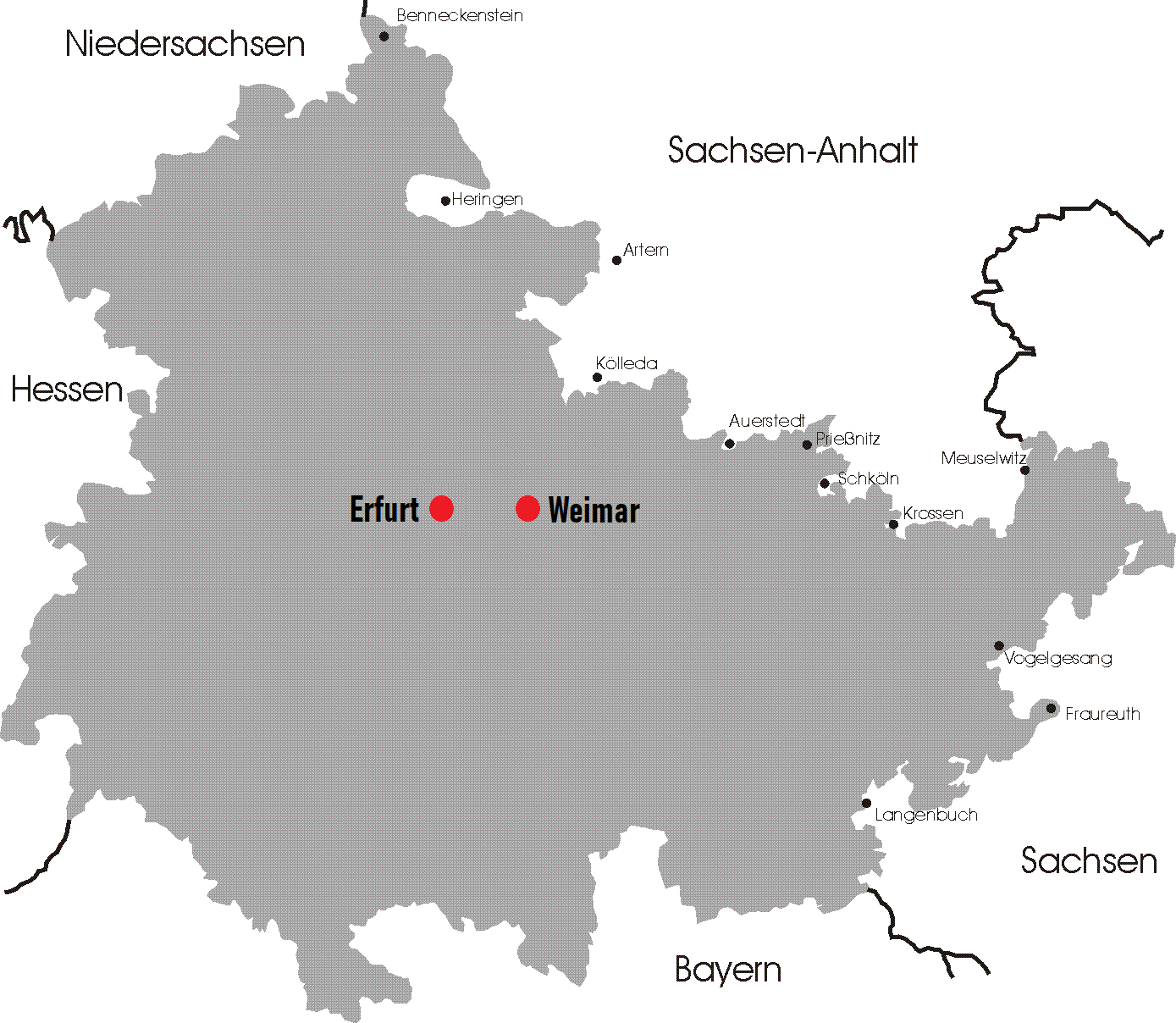
Land Thüringens utbredning 1945-52.

Genom novemberrevolutionen 1918 avskaffades de monarkiska författningarna i Thüringska staterna och den forna statssplittringen (Kleinstaaterei) upphävdes. I mars 1919 slöt sig de båda furstendömena Reuss-Gera och Reuss-Greiz samman, och påsken samma år ingick de thüringska staterna ett gemensamhetsfördrag, vartill dock Sachsen-Meiningen slöt sig först i januari 1920, medan Koburg i april 1919 lösgjorde sig ur personalunionen med Gotha och förenade sig med Bayern 1920. De delar av Thüringen som tillhört Preussen  förblev dock fortfarande preussiska.
Mellan 1932 och 1945 styrdes Thüringen av Nationalsocialistiska tyska arbetarepartiet som ett gau.
Land Thüringen ingick från 1945 i den sovjetiska ockupationszonen och utökade sitt territorium med delar ur den upplösta preussiska staten, bland annat exklaver från Hessen-Nassau och provinsen Sachsen. När DDR bildades ingick Thüringen i den nya staten, men delstaterna upplöstes år 1952 och Thüringen uppdelades på distrikten Erfurt, Gera, Leipzig och Suhl. Inför DDR:s anslutning till Förbundsrepubliken Tyskland återskapes förbundslandet Thüringen år 1990.

## Politik och förvaltning 1920-33

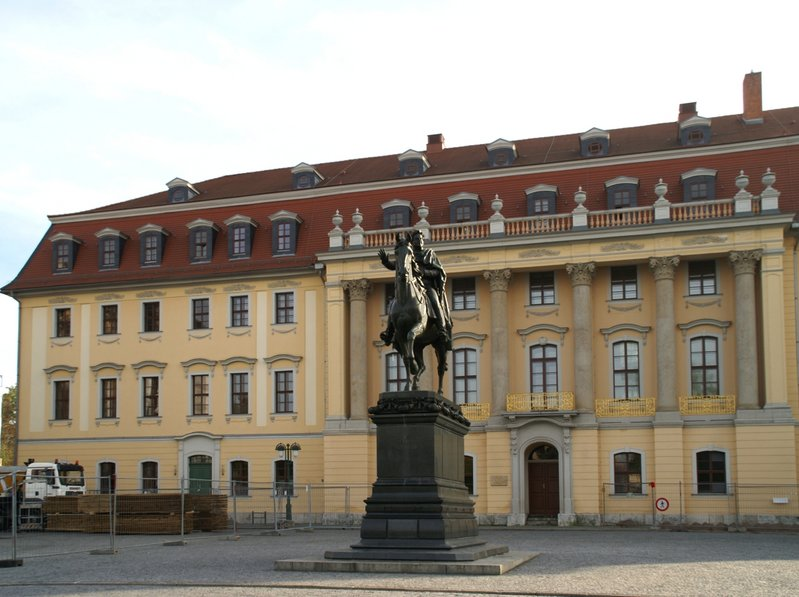
Den gamla lantdagsbyggnaden i Weimar.

Tyska riket erkände 30 april 1920 "landet Thüringen", som 12 maj samma år fick en provisorisk och efter åtskilliga allvarsamma oroligheter, 11 mars 1921  en permanent författning. Enligt denna var Thüringen en demokratisk republik med folkinitiativ och referendum. För det förra, som kan avse lagförslag, ändringar i och upphävande av lagar, författningsändringar samt upplösning av lantdagen, fordrades deltagande av minst 1/10 av de röstberättigade. Referendum företogs, om lantdagen antog ett genom folkinitiativ frambragt lagförslag; uteslutna därifrån var dock finanslagar. Minst hälften av de röstberättigade måste delta i referendum, och för dess laga kraft fordrades majoritet av de röstande.
Representationen (lantdagen) bestod 1926 av 72 för 3 år valda ledamöter (en för vart 12 000-tal avgivna röster), måste inkallas av regeringen senast 30:e dagen efter valet och sammanträdde dessutom på kallelse av sin president i förra hälften av februari varje år. Den beslutade själv om tiden för sin upplösning och sitt nya sammanträdande. Den skulle med ovannämnda undantag stifta lagar, övervaka förvaltningen och tillsätta regering, som måste åtnjuta dess förtroende och på dess begäran deltaga i dess sammanträden och utskott. Regeringen, vars medlemsantal inte var bestämt i författningen, valde själv president, hade kollegialt ansvar, beslutade med enkel majoritet och var statsrättsligt ansvarig inför statsdomstolen i Jena.
Administrativt indelades Thüringen i stads- och landskretsar och dessa i Gemeinden, vilkas högsta organ var det för 3 år efter allmän rösträtt valda Gemeinderat med en av detta för 3 år vald Gemeindevorsteher som högste funktionär. Högsta myndighet i stadskretsarna var stadsrådet (Stadtrat) och i lantkretsarna kretsrådet (Kreisrat), och högste funktionären i de förra var stadsdirektorn (Stadtdirektor) samt i de senare kretsdirektorn (Kreisdirektor), som inte valdes, utan utnämndes av regeringen. Kontroll över Gemeinden och kretsar utövades av en kommunalkammare, bestående av en av regeringen utnämnd ordförande samt fyra bisittare, av vilka två valdes av lantdagen, en av ordförandena i kretsråden och en av dem i stadsråden.

## Källa
Den här artikeln är helt eller delvis baserad på material från Nordisk familjebok, Thüringen, 1904–1926.